# Пушилін Денис Володимирович
Дени́с Володи́мирович Пуши́лін (нар. 9 травня 1981, Макіївка, Донецька область, Українська РСР) — український колабораціоніст із Росією, другий ватажок терористичного утворення «ДНР» з 20 листопада 2018 року, після вбиства першого ватажка Олександра Захарченка. Голова «народної ради» ДНР (2015—2018). Виконувач обов'язків ватажка «донецької народної республіки» з 4 жовтня 2022.
Організатор проросійських мітингів у Донецьку у квітні 2014 року, заступник самопроголошеного «губернатора» Донеччини Павла Губарєва, самопроголошений «спікер ДНР» (2015—2018). 18 липня, після втечі до Москви, зробив заяву про відставку, але продовжує виконувати обов'язки голови ДНР.
Фігурант санкцій Євросоюзу, США, Великої Британії та інших країн.

## Життєпис

Країни, де Пушилін під санкціями

У 1998 році закінчив Макіївський міський ліцей.
Був прописаний у м. Макіївка за адресою вул. Руднєва, 3 кв. 68.
У 1999–2000 роках проходив службу в рядах Національної гвардії України.
Навчався у Донбаській національній академії будівництва і архітектури на факультеті економіки, маркетингу і менеджменту, однак навчання не закінчив.
З 2002 року працював у торговельній компанії «Солодке життя».
Після появи фінансової піраміди «МММ-2011» став активним її учасником, розпочавши кар'єру в піраміді з посади десятника.
У 2013 році балотувався по округу № 94 (Київська область) на повторних виборах народних депутатів України від політичної партії «Ми Маємо Мету», що виникла на основі піраміди. Набрав всього 77 голосів, що склали близько 0,08 % від загальної кількості.
Під час подій  Революції Гідності знаходився у Києві. Ось як про це він згадує в інтерв'ю російським пропагандистам:
|  | Коли розпочинався Майдан, я працював у Києві, де жив на зйомній квартирі. Спостерігав, як на в'їзді у місто почали з'являтися блокпости з бойовиками «Правого сектору». Напочатку у багатьох ще залишалася надія, що цей Майдан ненадовго – помітингують та розійдуться. Але коли вже у мене под вікнами почали кричати «Слава Україні», і це було далеко не в центрі Києва, вирішив, що потрібен вдома, на Донбасі. |

Вперше виступив на проросійському мітингу на центральній площі Донецька 8 березня 2014 року, де ще й пригощав своїх знайомих чаєм та їжею.
5 квітня 2014 року назвався заступником самопроголошеного губернатора Донеччини Павла Губарєва, що був раніше заарештований співробітниками СБУ, та очолив донецький мітинг, на якому було висунуто вимоги про проведення референдуму на зразок кримського. 6 квітня мітингувальники під тими ж гаслами захопили будівлю Донецької ОДА.
7 червня 2014 року поблизу ресторану «Міленіум» у Донецьку на нього був скоєний замах: з автомобіля, що проїздив повз його машину, стріляли, за інформацією видання «Новости Донбасса», перед замахом відбулась сварка між групами терористів. Від куль помер помічник голови «Верховної Ради» Донецької народної республіки з гуманітарних питань Максим Петрухін, а сам Пушилін не постраждав.
31 січня 2015 під час зустрічі у Мінську як представник ДНР та ЛНР погрожував українській стороні «відновленням повномасштабних бойових дій по всій лінії зіткнення».
За заявами голови СБУ Валентина Наливайченка, МММ має відношення до фінансування пунктів вербування добровольців-терористів для ведення бойових дій на території Донецької та Луганської областей. З його слів, два представники ДНР на території РФ є активістами МММ. Є одним із керівників українського відділення МММ.
14 січня 2021 року з'явилася інформація про те, що Пушилін закликав підтримати протестні акції в Україні для організації «всеукраїнської народної революції».
10 червня 2022 року в Донецьку біля офісу Пушиліна прогримів вибух.
27 грудня 2023 року Пушиліна заочно засуджено до 15 років ув’язнення з позбавленням права обіймати посади в органах державної влади, державного управління, місцевого самоврядування, пов’язаних з наданням публічних послуг. Йому інкриміновано посягання на територіальну цілісність і недоторканність України, а також колабораційну діяльність.

## Санкції
За дії і політику, які підривають територіальну цілісність, суверенітет і незалежність України Пушилін Денис Володимирович, доданий до списків підсанкційних осіб.

### Просування на західних майданчиках
У жовтні 2018 року відбулася публікація інтерв'ю Пушиліна на сторінках двох польських видань — «Rzeczpospolita» та «Onet.pl». Українські аналітики оцінили це як намір Росії популяризувати Пушиліна у ЄС, надати йому слово, щоб згодом сформувати з нього політичну фігуру, яка від імені двох маріонеткових утворень на Донбасі буде вести переговори з українською владою про умови їх повернення під юрисдикцію України. Подібний сценарій є вкрай бажаним для Росії, оскільки призведе до зняття санкцій за агресію проти України та сприятиме представленню російсько-українського конфлікту винятково як внутрішньоукраїнського.
У своїх інтерв'ю Пушилін повторив типові кліше російської пропаганди — про неучасть російських військ у війні на сході, та про саботаж виконання Україною Мінських угод. Описуючи поточну українську владу, він сказав, в Україні «немає політиків, з якими можна говорити про врегулювання конфлікту».
У вересні 2019 просив Росію приєднати «ДНР» до федерації, але член комітету Держдуми РФ у справах СНД і зв'язків зі співвітчизниками Костянтин Затулін сказав що «це поки неактуально».

## Оцінки
- За даними колишнього «міністра оборони» «ДНР» Ігора Гіркіна, Денис Пушилін є маріонеткою російських кураторів.[18]

## Цитати
- 5 липня 2014 року, після відбиття українською армією Слов'янська з-під проросійських угруповань, Пушилін заявив: «Що сказати. Нас обнадіяли. Обнадіяли і кинули. Красиві були слова Путіна про захист російського народу, захист Новоросії. Але лише слова» (рос. «Что сказать. Нас обнадежили. Обнадежили и бросили. Красивые были слова Путина о защите русского народа, защите Новороссии. Но только слова»).[19][20]

## Сім'я
Дружина — Ірина.

## Див.також
- Ніконоров Олексій Юрійович